# 西贾拉
西賈拉（英語：Jarra West）是西非國家甘比亞下河區轄下的6個縣之一。根據2013年甘比亞官方所作之人口普查的結果顯示，居住於西賈拉的總人口數為27205人。